# Quinário

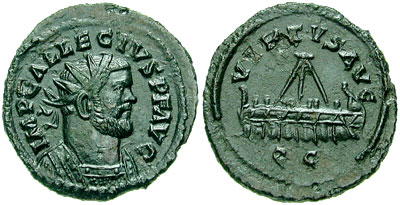
Quinário do usurpador Aleto r.

Quinário (em latim: Quinarius) era uma moeda de prata do valor de cinco asses. Também era chamada vitoriato por ter a imagem de Vitória. Era cunhada desde a República Romana, mas com o tempo foi abandonada. Pouco antes da Guerra Social (r. 91–88 a.C.), foi recunhada, mas deliberadamente degradada.